# Tatu Vanhanen
Tatu Vanhanen (17 de abril de 1929 - 22 de agosto de 2015) fue un politólogo, sociólogo y escritor finlandés. Fue profesor de  ciencias políticas en la  Universidad de Tampere en Tampere, Finlandia. Vanhanen fue coautor con Richard Lynn de CI y la riqueza de las naciones (2002) y CI y desigualdad global (2006), y autor de Ethnic Conflicts Explained by Ethnic Nepotism (1999) y muchos otros trabajos. Su hijo, Matti Vanhanen, fue primer ministro de Finlandia de 2003 a 2010.

## Trabajo

Índice de democracia de Vanhanen.

Vanhanen desarrolló un interés en la biología evolutiva después de estudiar la sociobiología de  E. O. Wilson y más tarde en su carrera escribió sobre inteligencia y desigualdad. Sin embargo, la mayor parte de su trabajo académico se ocupó de la  democratización, que había estudiado con métodos comparativos internacionales. Vanhanen era conocido por su Índice de democratización.
En 2004, el Defensor del Pueblo de las Minorías, Mikko Puumalainen, quería que la policía comenzara una investigación sobre la entrevista de Vanhanen con la revista Kuukausiliite de Helsingin Sanomat, en la que declaró que "Mientras que el coeficiente intelectual promedio de los finlandeses es de 97, en África es entre 60 y 70. Las diferencias en inteligencia son el factor más significativo para explicar la pobreza". La Oficina Nacional de Investigaciones de Finlandia estaba considerando iniciar una investigación preliminar sobre el discurso de Vanhanen, pero luego decidió no hacerlo, al no encontrar que había incitado al odio contra un grupo étnico o había cometido algún otro delito.
Vanhanen murió el 22 de agosto de 2015 después de un largo período de enfermedad, a los 86 años.

### Libros
- Vanhanen, Tatu (1975). Political and social structures: American countries, 1850-1973. Tampere, Finlandia: Tampere University Press. ISBN 9789514403019.
- Vanhanen, Tatu (1976). Political and social structures: Part 2: European countries 1850-1974. Tampere, Finlandia: Tampere University Press. ISBN 9780835702539.
- Vanhanen, Tatu (1978). Multi-party democracy in action. Tampere, Finlandia: Tampere University Press. ISBN 9789514406935.
- Vanhanen, Tatu (1979). Power and the means of power: a study of 119 Asian, European, American, and African states, 1850-1975. University Microfilms International. ISBN 9780835703987.
- Vanhanen, Tatu (1990). The process of democratization: A comparative study of 147 states 1980–1988. Crane Russak. ISBN 9780844816401.
- Vanhanen, Tatu (1991). Politics of ethnic nepotism: India as an example. Sterling Publishing. ISBN 9788120711761.
- Vanhanen, Tatu (1992). Strategies of democratization. Taylor & Francis. ISBN 9780844817200.
- Vanhanen, Tatu (1992). On the evolutionary roots of politics. Sterling Publishing. ISBN 9788120714212.
- Vanhanen, Tatu; Pridham, Geoffrey (1994). Democratization in Eastern Europe: Domestic and international perspectives. Routledge. ISBN 9780415110648.
- Vanhanen, Tatu (1997). Prospects of democracy: A study of 172 countries. Routledge. ISBN 9780415144063.
- Vanhanen, Tatu (1999). Ethnic conflicts explained by ethnic nepotism. Research in Biopolitics. Emerald Group Publishing. ISBN 9780762305834.
- Vanhanen, Tatu; Lynn, Richard (2002). IQ and the wealth of nations. Westport, Connecticut: Praeger. ISBN 9780275975104.
- Vanhanen, Tatu (2003). Democratization: A comparative analysis of 170 countries. Routledge. ISBN 9780415318600.
- Vanhanen, Tatu (2009). The limits of democratization: Climate, intelligence, and resource distribution. Washington: Washington Summit Publishers. ISBN 9781593680312.
- Vanhanen, Tatu; Lynn, Richard (2012). Intelligence: A unifying construct for the social sciences. Ulster: Ulster Institute for Social Research. ISBN 9780956881175.
- Vanhanen, Tatu (2014). Global inequality as a consequence of human diversity: A new theory tested by empirical evidence. Ulster: Ulster Institute for Social Research. ISBN 9780957391376.